# Hutchinson (Unternehmen)

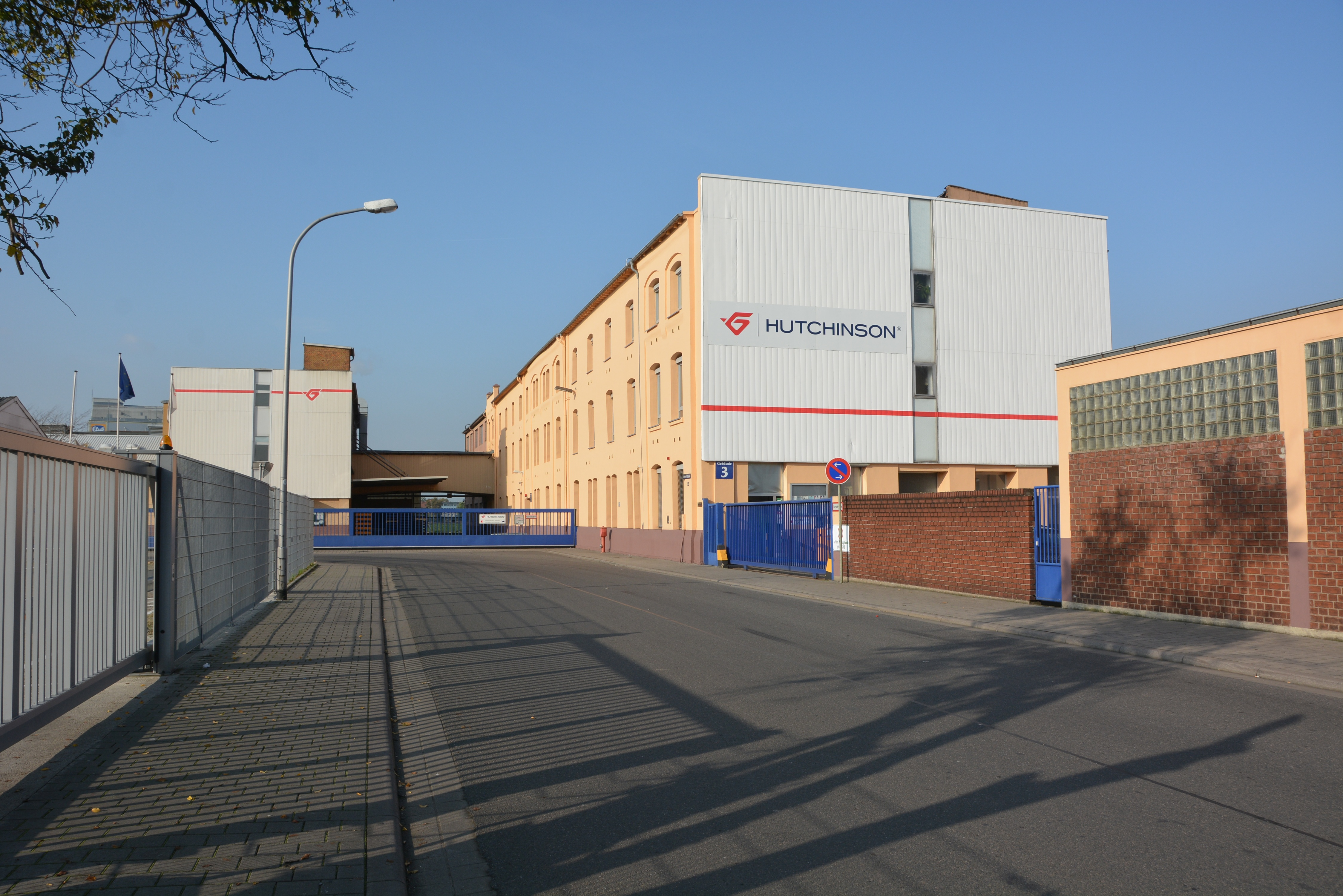
Hutchinson, Werk in Mannheim

Hutchinson mit Sitz in Paris ist ein international vertretenes Unternehmen zur Herstellung und Verarbeitung von Elastomer-Produkten.
Es produziert in 96 Werken in 24 Ländern, erwirtschaftet einen Jahresumsatz von 4,12 Milliarden Euro und beschäftigt 43.000 Mitarbeiter.

## Geschichte
Das Unternehmen wurde 1853 von Hiram Hutchinson gegründet. Dieser war ein US-amerikanischer Ingenieur, der das Exklusivrecht auf das Patent von Charles Goodyear zur Vulkanisation erworben hatte. Er gründete daraufhin 1853 in Montargis/Frankreich und 1856 in Mannheim zwei Werke zur industriellen Verarbeitung von Kautschuk. Zunächst wurden Gummistiefel sowie gummierte Stoffgewebe für Bekleidung und industrielle Anwendungen, u. a. für Luftschiff-Hüllen, hergestellt.
Weitere Niederlassungen in Spanien und Italien folgten. 1903 wurde Hutchinson eine Aktiengesellschaft mit Geschäftssitz in Paris. Der Hutchinson-Konzern gehört seit 1974 zur französischen Total-Gruppe.
Heute werden für die Branchen Automobil, Luftfahrt, Industrie und Konsumgüter zahlreiche Erzeugnisse auf der Basis von natürlichem und synthetischem Kautschuk hergestellt, außer Autoreifen. Vermehrt kommen auch beständige Kunststoffe und Metalle in Gummi-Metall-Verbindungen zu Anwendung.
Im Jahr 2019 erwarb Hutchinson den deutschen Luftfahrtzulieferer PFW Aerospace von Airbus und dem Finanzinvestor Safeguard.